# Joe Stevenson
Joseph Christopher "Daddy" Stevenson, född 15 juni 1982 i Torrance, Kalifornien, är en amerikansk MMA-utövare som tävlar i UFC:s lättviktsdivision. Stevenson vann andra säsongen av UFC:s realityserie The Ultimate Fighter efter att ha besegrat Luke Cummo i finalen i welterviktsklassen. Innan karriären i UFC var han bland annat mästare i weltervikt och lättvikt i King of the Cage och welterviktmästare i RITC.

## Biografi
Stevenson började med brottning när han var 11 år och jiu-jitsu när han var 13. Han gick sin första professionella MMA-match den 15 maj 1999 som sextonåring. I juni samma år blev han knockad för första, och hittills enda, gången i karriären av Jens Pulver.
Segern i The Ultimate Fighter den 5 november 2005 innebar att Stevenson fick kontrakt med UFC och i sin första match i organisationen förlorade han mot Josh Neer. Han vann sedan fyra raka matcher och fick efter det chansen att gå en match om bältet i lättviktsklassen mot den regerande mästaren B.J. Penn. Penn vann dock matchen på submission i andra ronden. Sedan den 8 november 2008 har han svart bälte i Brasiliansk jiu-jitsu.